# Dipterygina
Dipterygina é um gênero de traça pertencente à família Arctiidae.